# Ært (grønsag)
 Ikke at forveksle med planten ært.
Ærter er de umodne frø af planten Almindelig Ært. Det er vigtigt, at ærter til konsum høstes på det rigtige tidspunkt. Plukkes de for tidligt, er bælgene ikke fyldt op, og høstes de et par dage for sent, er ærterne blevet hårde og melede. De almindeligst dyrkede ærter til friskkonsum er marværterne, som er kendetegnede ved at have store bløde frø (ærter), som er omsluttede af bælg med sej hinde. 
Efterhånden er to andre typer ærter, sukkerærten og slikærten, blevet ret populære. Det er de såkaldte "mange tout"-ærter, som på fransk betyder, at alt kan spises. Sukkerærter forveksles ofte med slikærter. Både sukkerærter og slikærter mangler den seje hinde, som almindelige marværter har. Derfor kan hele bælgen spises. Sukkerærterne er fladbælgede og høstes før ærterne svulmer. Slikærter er rundbælgede med kødfulde tykke bælgvægge og plukkes først, når bælgen er fyldt. 
I dag dyrkes der grønne ærter i alle verdensdele med USA og UK som de største producenter. Danmark har i dag en stor produktion af grønne ærter til konserves og er sammen med det øvrige Skandinavien verdensberømte for den gode kvalitet. Dette skyldes især det relativt kølige sommerklima, som er ideelt til ærtedyrkning.

## Ærtetyper

### Russiske ærter
Kendetegn: Grønne ærter, der er tørrede.
Anvendelse: Supper og puré.

### Gule ærter
Kendetegn: Gule ærter er de modne og tørrede frø fra specielle ærtesorter. Flækærter er halve gule ærter.
Anvendelse: Til gule ærter med flæsk. Gule ærter skal stå i blød, inden de koges.

### Sukkerærter
Kendetegn: Slikærter har tykke bælge og små frø, hele ærten kan anvendes da der ikke er nogen hinde indvendig i bælgen. Ses mest i juli-august.

### Grønne ærter
Kendetegn: Det er kun de umodne frø, der anvendes, da ærtebælgen har en sej hinde indvendig. Ærter skal være lysegrønne, runde og saftfyldte. Hvis ærterne bliver for gamle, bliver de kantede og melede. Sæsonen er juli til august. Ærterne importeres til Danmark.
Anvendelse: Dampede, i supper og egnsretter.